# 만트리
만트리(산스크리트어: मन्त्रिन्)는 산스크리트어(현자, 즉 '생각하고 말하는 사람'을 의미함, 만트라 참조)에서 유래한 단어로, 아주 낮은 직급부터 장관급에 이르기까지 다양한 공직에 사용된다. 이 용어는 다양한 아시아 문화권에서 사용되었고, 결국 초기 유럽 상인들에 의해 사용되었다. 이 용어는 또한 여러 합성어의 일부를 형성한다. 중국 제국의 관료를 뜻하는 영어 단어 만다린의 어원이기도 하다(중국인들이 이 단어를 직접 사용한 적은 없지만).

## 남아시아

### 방글라데시
- 몬트리는 벵골어에서 장관과 동의어로 사용된다.
- 프로단몬트리: 총리
- 몬트리: 장관
- 프로티몬트리: 국무장관
- 우포몬트리: 차관
- 몬트리-쇼바: 캐비닛
- 몬트리-포리쇼드: 각료회의

### 인도
- 만트리라는 단어는 종종 힌디어뿐만 아니라 다른 많은 인도 언어에서도 '장관'을 의미하는 데 사용되며 무키야만트리(주총리) 및 프라단만트리(총리)와 같은 여러 변형어로도 사용된다.
- 사타라에서는 페슈와(공식적으로는 제1장관)가 명목상 군주로부터 정치 권력을 물려받았다: 만트리는 산스크리트어로 와크니스(제4부 장관)의 동의어로 사용되었다.
- 마하라슈트라주 해안가에 주로 분포한 만트리 성씨는 마하라슈트라 해안 지역에 거주하는 솜반시 크샤트리야 파타레 공동체가 사용한다.
- 만트리는 마르와디 공동체의 일부인 마헤스와리 카스트가 사용하는 성씨이다.
- 만트리는 타밀나두주 북부의 야다브들이 사용하는 성씨이다.
- 만트리는 안드라프라데시주의 니요기 브라만들이 사용하는 성씨이다.
- 만트리는 수실 만트리가 설립한 방갈로르에 본사를 둔 부동산 회사의 브랜드 이름이기도 하다.
- 만트리는 고아주의 바르데스카르 가우드 사라스와트 브라만 공동체에서 사용하는 성씨이다. 만트리는 쉬리 샨타두르가 사원 카블렘과 베탈 마하루드라 산스탄 시로드와디 물가오 고아의 마잔이다.

### 네팔
- 만트리: 국무장관
- 프라단만트리: 총리 (프라단 참조)

## 동남아시아

### 브루나이
멘트리 (또는 만트리): 와지르 아래 장관직.

### 인도네시아
- 멘테리는 산스크리트어 외래어로 정부 장관을 가리키는 말이다. 페르다나 멘테리(Pradhan Mantri와 정확히 일치)는 총리를 가리킬 때 사용된다(인도네시아는 대통령제 국가이므로 주로 의회제를 채택하는 다른 국가의 총리를 가리킬 때 사용됨).
- 델리에서 텡쿠 페르다나 만트리라는 칭호는 1923년 2월 1일 왕세자(이듬해 술탄)의 맏형이자 베다가이의 와킬인 텡쿠 하룬 알 라시드 이브니 알 마르훔 술탄 마문 알 라시드 페르카사 알람 샤를 위해 만들어졌다.
- 쿠타이에서 페르다나만트리는 최초의 위대한 국무장관, 즉 총리였다.
- 삼바스에서 라딘 만트리는 스리 파두카 알 술탄 투안쿠 '아부 바카르 타지 우딘 1세[알 마르훔 장굿] 이브니 알 마르훔 술탄 '우마르 아캄 우딘, 1790년 아버지의 죽음으로 즉위하기 전 미래의 삼바스 술탄이 가졌던 혈통의 왕자라는 높은 칭호를 가졌다.
- 욕야카르타와 수라카르타 궁전에서 이 용어는 궁전 내 직책과 궁전이 관리하는 장소의 행정 직함의 일부이다.

### 말레이시아
- 페르다나 멘테리: 총리
- 팀발란 페르다나 멘테리(Timbalan Perdana Menteri): 부총리
- 멘테리: 장관
- 제마 멘테리: 내각